# Oncholaimus multisetosus
Oncholaimus multisetosus is een rondwormensoort uit de familie van de Oncholaimidae. De wetenschappelijke naam van de soort is voor het eerst geldig gepubliceerd in 2006 door Huang & Zhang.